# Combat de la forêt de Serma (2017)
Pour les articles homonymes, voir Combat de la forêt de Serma.
Guerre du Mali
Batailles
Le combat de la forêt de Serma a lieu du 30 mai au 1er juin 2017 pendant la guerre du Mali. L'offensive est baptisée opération Dague par l'armée française.

## Prélude
Après les opérations menées précédemment dans la forêt de Fhero et la forêt de Foulsaré, près de la frontière entre le Burkina Faso et le Mali, les forces armées françaises, maliennes et burkinabées récoltent de nouvelles informations sur les groupes djihadistes de la région et localisent une nouvelle zone occupée par Ansarul Islam ou le Groupe de soutien à l'islam et aux musulmans dans la forêt de Serma, à 200 kilomètres au sud-ouest de Gao,.

## Déroulement
L'attaque est lancée le 30 mai, à la tombée du jour. Des chasseurs Mirages 2000 commencent par bombarder les positions djihadistes, suivis par des hélicoptères Tigre,. Des hélicoptères Caïman et Puma déposent ensuite des fantassins du 2e régiment étranger de parachutistes (2e REP) qui s'emparent rapidement de l'objectif, puis fouillent la zone, surveillée par des drones Reaper et un Atlantique 2,,,.
Selon le général Bruno Guibert, chef de la force Barkhane : « Il s’agissait d’une katiba très structurée, bien commandée, à la différence des groupes locaux qui évoluent sans cesse dans le nord du Mali. Il y avait des enfants dans le camp, l’identification des cibles était difficile ».

## Pertes
Selon l'armée française, 20 djihadistes ont été mis hors de combat, aucun n'a été fait prisonnier,,. Selon les déclarations d'un officier français au Monde, 60 % des djihadistes sont parvenus à s'échapper.
Un légionnaire du 2e REP est blessé lors du combat, une balle tirée par un djihadiste à cinq mètres ayant ricoché sur ses chargeurs.